# 联财镇
联财镇，是中华人民共和国宁夏回族自治区固原市隆德县下辖的一个乡镇级行政单位。

## 行政区划
联财镇下辖以下地区：
联财村、联合村、恒光村、太联村、赵楼村和张楼村。